# روت فايس أوبرهاوزن
روت فايس أوبرهاوزن هو نادي كرة قدم ألماني يقع في مدينة أوبرهاوزن بولاية شمال الراين - وستفاليا، تأسس في 18 ديسمبر 1904 ولعب في الدوري الألماني الدرجة الأولى (بوندسليغا) من 1969-1970 إلى 1972-1973 ثم هبط ولم يتمكن من الصعود حتى هذه اللحظة. يلعب حالياً في الدرجة الرابعة (ريغيوناليغا).

## وصلات خارجية
- الموقع الرسمي (بالألمانية)